# Fabriciana elisa
Fabriciana elisa е вид пеперуда от семейство Многоцветници (Nymphalidae). Видът не е застрашен от изчезване.

## Разпространение и местообитание
Разпространен е в Италия (Сардиния) и Франция (Корсика).
Обитава гористи местности, планини, възвишения, ливади, храсталаци и степи.

## Описание
Популацията на вида е стабилна.